# Làkino
Làkino (en rus: Лакино) és un poble del krai de Krasnoiarsk, a Rússia, segons el cens del 2010 tenia 502 habitants. Pertany al districte municipal de Bolxaia Murtà.